# رائول کابایرو (بازیکن فوتبال، زاده ۱۹۷۸)
رائول کابایرو (انگلیسی: Raúl Caballero؛ زادهٔ ۳ دسامبر ۱۹۷۸) بازیکن فوتبال اهل اسپانیا است.
از باشگاه‌هایی که در آن بازی کرده‌است می‌توان به باشگاه فوتبال الچه، باشگاه فوتبال ژیرونا، باشگاه فوتبال ویارئال، و باشگاه فوتبال بارسلونا بی اشاره کرد.